# Chick-Otageri, Hungund
Chick-Otageri là một làng thuộc tehsil Hungund, huyện Bagalkot, bang Karnataka, Ấn Độ.